# CIM-9
Ens referim a la Classificació internacional de malalties (CIM), en la seva versió 9 (CIM-9). Actualment s'utilitza la CIM-9-MC (MC=Modificació Clínica), que en la seva 7a edició (nov-2009), i exclosa l'anatomia patològica, conté més de 21,000 codis, en els tres aspectes que inclou:
- Malalties o problemes de salut, amb factors que influeixen en l'estat de salut (codis V)
- Causes externes de lesions i intoxicacions (codis E)
- Procediments

## Estructura
Es divideix en capítols, seccions, categories, subcategories i subclassificacions. Exemples:
| Nivell           | Descripció                                           |
| ---------------- | ---------------------------------------------------- |
| Capítol          | 9. Malalties de l'aparell digestiu (520-579)         |
| Secció           | Hèrnia de cavitat abdominal (550-553)                |
| Categoria        | 551 Altres hèrnies de cavitat abdominal amb gangrena |
| Subcategoria     | 551.2 Hèrnia ventral amb gangrena                    |
| Subclassificació | 551.21 Incisional amb gangrena                       |

| Nivell           | Descripció                                     |
| ---------------- | ---------------------------------------------- |
| Capítol          | 6. Operacions de l'aparell respiratori (30-34) |
| Categoria        | 30 Excisió de la laringe                       |
| Subcategoria     | 30.2 Altres laringuectomies parcials           |
| Subclassificació | 30.21 Epiglotidectomia                         |

### Malalties i problemes de salut

#### Malalties infeccioses i parasitàries (001-139)
Malalties infeccioses intestinals (001-009)
Tuberculosi (010-018)
Malalties zoonòtiques bacterianes (020-027)
Altres malalties bacterianes (030-041)
Infecció per virus d'immunodeficiència humana (VIH) (042-044)
Poliomielitis i altres m. víriques SNC no transmeses per artròpodes (045-049)
Malalties víriques acompanyades d'exantema (050-057)
Malalties víriques transmeses per artròpodes (060-066)
Altres malalties produïdes per virus i clamídies (070-079)
Rickettsiosis i altres malalties transmeses per artròpodes (080-088)
Sífilis i altres malalties venèries (090-099)
Altres malalties espiroquetals (100-104)
Micosis (110-118)
Helmintiasis (120-129)
Altres malalties infeccioses i parasitàries (130-136)
Efectes tardans de les malalties infeccioses i parasitàries (137-139)

#### Neoplàsies (140-239)
Neoplàsies malignes de llavi, cavitat oral i faringe (140-149)
Neoplàsies malignes d'òrgans digestius i peritoneu (150-159)
Neoplàsies malignes d'òrgans respiratoris i intratoràcics (160-165)
Neoplàsies malignes d'os, teixit connectiu, pell i mamella (170-175)
Neoplàsies malignes d'òrgans genitourinaris (179-189)
Neoplàsies malignes d'altres llocs i de llocs inespecificats (190-199)
Neoplàsies malignes de teixit limfàtic i hematopoètic (200-208)
Tumors neuroendocrins (209)
Neoplàsies benignes (210-229)
Carcinoma in situ (230-234)
Neoplàsies de comportament incert (235-238)
Neoplàsies de natura inespecificada (239)

#### M. endocrines, nutricionals i metabòliques, i trastorns immunitataris (240-279)
Trastorns de la glàndula tiroide (240-246)
Malalties d'altres glàndules endocrines (249-259)
Deficiències nutritives (260-269)
Altres trastorns metabòlics, i de la immunitat (270-279)

#### Trastorns mentals (290-319)
Psicosis (290-299)
- Psicosis orgàniques (290-294)

- Altres psicosis (295-299)

Trastorns neuròtics, de la personalitat i altres trastorns no psicòtics (300-316)
Retard mental (317-319)

#### Malalties de sistema nerviós i òrgans dels sentits (320-389)
Malalties inflamatòries del sistema nerviós central (320-326)
Malalties hereditàries i degeneratives del SNC (330-337)
Altres síndromes amb cefalàlgia (339)
Altres trastorns del sistema nerviós central (340-349)
Trastorns del sistema nerviós perifèric (350-359)
Trastorns d'ull i annexos (360-379)
Malalties d'orella i mastoide (380-389)

#### Malalties de l'aparell circulatori (390-459)
Febre reumàtica aguda (390-392)
Malaltia cardíaca reumàtica aguda (393-398)
Malaltia hipertensiva (401-405)
Malaltia cardíaca isquèmica (410-414)
Malalties de la circulació pulmonar (415-417)
Altres formes de malaltia cardíaca (420-429)
Malaltia cerebrovascular (430-438)
Malalties d'artèries, arterioles i capil·lars (440-448)
Malalties de venes, limfàtics, altres m de l'aparell circulatori (451-459)

#### Malalties d'aparell respiratori (460-519)
Infeccions respiratòries agudes (460-466)
Altres malalties de vies respiratòries superiors (470-478)
Pneumònia i grip (480-487)
Malaltia pulmonar obstructiva crònica i afeccions relacionades (490-496)
Pneumoconiosis i altres m. pulmó provocades per agents externs (500-508)
Altres malalties d'aparell respiratori (510-519)

#### Malalties d'aparell digestiu (520-579)
Malalties de cavitat oral, glàndules salivals i maxil·lars (520-529)
Malalties d'esòfag, estómac i duodè (530-537)
Apendicitis (540-543)
Hèrnia de cavitat abdominal (550-553)
Enteritis i colitis no infeccioses (555-558)
Altres malalties d'intestins i peritoneu (560-569)
Altres malalties de l'aparell digestiu (570-579)

#### Malalties d'aparell gènitourinari (580-629)
Nefritis, síndrome nefròtica i nefrosi (580-589)
Altres malalties d'aparell urinari (590-599)
Malalties d'òrgans genitals masculins (600-608)
Trastorns de mamella (610-611)
Malaltia inflamatòria d'òrgans pelvians femenins (614-616)
Altres trastorns d'aparell genital femení (617-629)

#### Complicacions d'embaràs, part i puerperi (630-676)
Embaràs amb resultat abortiu (630-639)
Principals complicacions relacionades amb l'embaràs (640-648)
Part normal i altres indicacions assistència embaràs, treball part i part (650-659)
Complic que ocorren principalment en curs treball de part i part (660-669)
Complicacions de puerperi (670-676)
Altres complicacions maternes i fetals (678-679)

#### Malalties de pell i teixit subcutani ubcutani (680-686)
Altres condicions infamatòries de pell i teixit subcutani (690-698)
Altres malalties de pell i teixit subcutani (700-709)

#### Malalties d'aparell locomotor i teixit connectiu (710-739)
Artropaties i trastorns relacionats (710-719)
Dorsopaties (720-724)
Reumatisme, excloent el d'esquena (725-729)
Osteopaties, condropaties i deformitats musculoesquelètiques adquirides (730-739)

#### Afeccions originades en el període perinatal (760-779)
Causes maternes de morbiditat i de mortalitat perinatals (760-763)
Altres afeccions originades durant el període perinatal (764-779)

#### Símptomes, signes, i afeccions mal definits (780-799)
Símptomes (780-789)
Troballes anormals inespecífiques (790-796)
Causes de morbiditat i mortalitat desconegudes i mal definides (797-799)

#### Lesions i emmetzinaments (800-999)
Fractures (800-829)
- Fractura de crani (800-804)

- Fractures de coll i tronc (805-809)

- Fractura d'extremitat superior (810-819)

- Fractura d'extremitat inferior (820-829)

Luxació (830-839)
Esquinços, esquinçaments d'articulacions i músculs adjacents (840-848)
Lesió intracranial, exc. l'acompanyada de fractura de crani (850-854)
Lesió interna de tòrax, abdomen i pelvis (860-869)
Ferida oberta (870-897)
- Ferida oberta de cap, coll i tronc (870-879)

- Ferida oberta d'extremitat superior (880-887)

Ferida oberta d'extremitat inferior (890-897)
Lesió de vasos sanguinis (900-904)
Efectes tardans lesions/emmetzinaments/tòxics/altres causes (905-909)
Lesió superficial (910-919)
Lesió amb superfície cutània intacta (920-924)
Lesió d'esclafament (925-929)
Efectes de cos estrany que penetra per un orifici (930-939)
Cremades (940-949)
Lesió de nervis i medul·la espinal (950-957)
Determinades complic. traumàtiques i lesions inespecificades (958-959)
Emmetzinaments per fàrmacs/medicaments/substàncies biològiques (960-979)
Efectes tòxics substàncies principalment no medicinals en llur procedència (980-989)
Altres i inespecificats efectes de causes externes (990-995)
Complicacions assistència mèdica/quirúrgica no classificats en altre lloc (996-999)

#### Classificació suplementària de factors influeixen en la salut i contactes serveis sanitaris (V)
Persones amb riscs sanitaris relacionats malalties contagioses (V01-V07)
Persones amb riscs sanitaris relacionats història personal i familiar (V10-V19)
Persones en contacte amb serveis sanitaris per reproducció i desenvolupament (V20-V28)
Infants nascuts vius segons el tipus de naixement (V30-V39)
Persones amb una condició que influeix llur estat de salut (V40-V49)
Persones en contacte amb serveis sanitaris per proc. específ. i per assistència posterior (V50-V59)
Persones en contacte amb serveis sanitaris en altres circumstàncies (V60-V68)
Persones sense diagnòstic enregistrat durant l'examen/investig. individu/població
Genètica (V83-V84)
Índex de massa corporal (V85)
Estat dels receptors d'estrògens (V86)
Altres antecedents i exposició persones especif. que presenten riscs salut (V87)
Absència adquirida d'altres òrgans i teixits (V88)
Altres afeccions sospitades no trobades (V89)

### Classificació suplementària de causes externes de lesions i emmetzinaments (E800-E999)
Accidents de ferrocarril (E800-E807)
Accidents de trànsit de vehicle de motor (E810-E819)
Accidents no de trànsit de vehicle de motor (E820-E825)
Altres accidents de vehicles viaris (E826-E829)
Accidents de transport aquàtic (E830-E838)
Accidents de transport aeri i espacial (E840-E845)
Accidents de vehicles no classificables en un altre lloc (E846-E848)
Lloc de l'accident (E849)
Emmetzinament accidental fàrmacs/substàncies medicinals i biològiques (E850-E858)
Emmetzinament accidental altres substàncies sòlides/líquides/gasos/vapors (E860-E869)
Accidents (errors) soferts durant el tract. mèdic/quirúrgic (E870-E876)
Processos mèdics/quirúrgics com a causa de relac. anorm. pacient o de complicació ulterior
Caigudes accidentals (E880-E888)
Accidents causats per foc i flames (E890-E899)
Accidents causats per factors naturals i ambientals (E900-E909)
Accidents causats per submersió/sufocació/cossos estranys (E910-E915)
Altres accidents (E916-E928)
Efectes tardans de lesió accidental (E929)
Fàrmacs/substàncies mèdiques/biològiques → efectes adversos ús terapèutic (E930-E949)
Suïcidi i lesió autoinfligida (E950-E959)
Homicidi i lesió infligida expressament per altres persones (E960-E969)
Intervenció legal (E970-E979)
Lesió sense determinar si és infligida, accident o intencionada (E980-E989)
Lesió que resulta d'operacions de guerra (E990-E999)

### Procediments
Processos i intervencions no classificats a cap altre lloc (00)
Sistema nerviós (01-05)
Sistema endocrí (06-07)
Ulls (08-16)
Orella (18-20)
Nas, boca, faringe (21-29)
Aparell respiratori (30-34)
Aparell cardiovascular (35-39)
Sistema hemàtic i limfàtic (40-41)
Aparell digestiu (42-54)
Aparell urinari (55-59)
Òrgans genitals masculins (60-64)
Òrgans genitals femenins (65-71)
Procediments obstètrics (72-75)
Sistema musculoesquelètic (76-84)
Operacions del sistema integumentari (85-86)
Miscel·lània de procediments diagnòstics i terapèutics (87-99)